# 파울루 호샤
파울루 호샤(포르투갈어: Paulo Soares da Rocha 파울루 소아르스 다 호샤[*], 1935년 12월 22일–2012년 12월 29일)는 포르투갈의 영화 감독, 각본가이다.

## 작품 활동

### 감독
- 1963년 《녹색의 해》
- 1966년 《움직이는 삶》 (공동 감독: 안토니우 헤이스)
- 1971년 《Sever do Vouga... Uma Experiência》
- 1972년 《A Pousada das Chagas》
- 1982년 《사랑의 섬》
- 1988년 《O Desejado》
- 1993년 《"Cinéma, de Notre Temps": Oliveira - L'Architecte》
- 1993년 《Portugaru San - O Sr. Portugal em Tokushima》
- 1998년 《O Rio do Ouro》
- 1998년 《Camões - Tanta Guerra, Tanto Engano》
- 2000년 《A Raiz do Coração》
- 2001년 《As Sereias》
- 2004년 《Vanitas》
- 2013년 《이프 아이 워 어 씨프... 아이드 스틸》